# Magneux-Haute-Rive
Magneux-Haute-Rive è un comune francese di 458 abitanti situato nel dipartimento della Loira della regione dell'Alvernia-Rodano-Alpi.

## Società

### Evoluzione demografica
Abitanti censiti